# Mistrovství Jižní Ameriky ve fotbale 1946
Mistrovství Jižní Ameriky ve fotbale 1946 bylo 19. mistrovství pořádané fotbalovou asociací CONMEBOL. Vítězem se stala Argentinská fotbalová reprezentace, která tak obhájila titul z minulého mistrovství.

## Tabulka
| Tým       | Z | V | R | P | VG | IG | +/- | B  |
| --------- | - | - | - | - | -- | -- | --- | -- |
| Argentina | 5 | 5 | 0 | 0 | 17 | 3  | +14 | 10 |
| Brazílie  | 5 | 3 | 1 | 1 | 13 | 7  | +6  | 7  |
| Paraguay  | 5 | 2 | 1 | 2 | 8  | 8  | 0   | 5  |
| Uruguay   | 5 | 2 | 0 | 3 | 11 | 9  | +2  | 4  |
| Chile     | 5 | 2 | 0 | 3 | 8  | 11 | -3  | 4  |
| Bolívie   | 5 | 0 | 0 | 5 | 4  | 23 | -19 | 0  |

- Týmy  Kolumbie,  Ekvádor a  Peru se vzdaly účasti.

## Zápasy
| 12. ledna 1946            |     |          |                                                 |
| Argentina                 | 2:0 | Paraguay | Estadio Monumental, Buenos Aires diváci: 70 000 |
| De la Mata 6' Martino 43' |     |          | Estadio Monumental, Buenos Aires diváci: 70 000 |

| 16. ledna 1946             |     |         |                                                 |
| Brazílie                   | 3:0 | Bolívie | Gasómetro de Boedo, Buenos Aires diváci: 50 000 |
| Heleno 47' 78' Zizinho 65' |     |         | Gasómetro de Boedo, Buenos Aires diváci: 50 000 |

| 16. ledna 1946 |     |       |                                                 |
| Uruguay        | 1:0 | Chile | Gasómetro de Boedo, Buenos Aires diváci: 50 000 |
| Medina 34'     |     |       | Gasómetro de Boedo, Buenos Aires diváci: 50 000 |

| 19. ledna 1946          |     |           |                                                 |
| Chile                   | 2:1 | Paraguay  | Gasómetro de Boedo, Buenos Aires diváci: 60 000 |
| Araya 48' Cremaschi 68' |     | Rolón 14' | Gasómetro de Boedo, Buenos Aires diváci: 60 000 |

| 19. ledna 1946                                             |     |            |                                                 |
| Argentina                                                  | 7:1 | Bolívie    | Gasómetro de Boedo, Buenos Aires diváci: 65 000 |
| Labruna 34' 89' Méndez 39' 60' Salvini 75' 84' Loustau 79' |     | Peredo 67' | Gasómetro de Boedo, Buenos Aires diváci: 65 000 |

| 23. ledna 1946                   |     |                            |                                                 |
| Brazílie                         | 4:3 | Uruguay                    | Gasómetro de Boedo, Buenos Aires diváci: 40 000 |
| Jair 1' 16' Heleno 39' Chico 44' |     | Medina 25' 70' Vázquez 37' | Gasómetro de Boedo, Buenos Aires diváci: 40 000 |

| 26. ledna 1946                                 |     |                                |                                                 |
| Paraguay                                       | 4:2 | Bolívie                        | Estadio Monumental, Buenos Aires diváci: 80 000 |
| Genés 30' Benítez Cáceres 44' Villalba 67' 88' |     | Coronel 20' (vl.) González 42' | Estadio Monumental, Buenos Aires diváci: 80 000 |

| 26. ledna 1946                |     |               |                                                 |
| Argentina                     | 3:1 | Chile         | Estadio Monumental, Buenos Aires diváci: 80 000 |
| Labruna 39' 60' Pedernera 65' |     | Alcántara 85' | Estadio Monumental, Buenos Aires diváci: 80 000 |

| 29. ledna 1946                   |     |         |                                                  |
| Uruguay                          | 5:0 | Bolívie | Estadio Independiente, Avellaneda diváci: 30 000 |
| Medina 1' 25' 30' 78' García 75' |     |         | Estadio Independiente, Avellaneda diváci: 30 000 |

| 29. ledna 1946 |     |              |                                                  |
| Brazílie       | 1:1 | Paraguay     | Estadio Independiente, Avellaneda diváci: 30 000 |
| Norival 63'    |     | Villalba 31' | Estadio Independiente, Avellaneda diváci: 30 000 |

| 2. února 1946                       |     |              |                                                 |
| Argentina                           | 3:1 | Uruguay      | Gasómetro de Boedo, Buenos Aires diváci: 80 000 |
| Pedernera 8' Labruna 46' Méndez 72' |     | Riephoff 59' | Gasómetro de Boedo, Buenos Aires diváci: 80 000 |

| 2. února 1946                    |     |                    |                                                 |
| Brazílie                         | 5:1 | Chile              | Gasómetro de Boedo, Buenos Aires diváci: 22 000 |
| Zizinho 4' 41' 46' 71' Chico 89' |     | Salfate 84' (pen.) | Gasómetro de Boedo, Buenos Aires diváci: 22 000 |

| 8. února 1946                  |     |            |                                                 |
| Chile                          | 4:1 | Bolívie    | Gasómetro de Boedo, Buenos Aires diváci: 18 000 |
| Araya 9' 39' Cremaschi 49' 78' |     | Peredo 50' | Gasómetro de Boedo, Buenos Aires diváci: 18 000 |

| 8. února 1946              |     |                |                                                 |
| Paraguay                   | 2:1 | Uruguay        | Gasómetro de Boedo, Buenos Aires diváci: 18 000 |
| Villalba 37' Rodríguez 75' |     | Schiaffino 57' | Gasómetro de Boedo, Buenos Aires diváci: 18 000 |

| 10. února 1946 |     |          |                                                 |
| Argentina      | 2:0 | Brazílie | Estadio Monumental, Buenos Aires diváci: 80 000 |
| Méndez 14' 20' |     |          | Estadio Monumental, Buenos Aires diváci: 80 000 |